# Die Fragmente der Vorsokratiker
Die Fragmente der Vorsokratiker sind eine Sammlung von Fragmenten und Testimonien griechischer Philosophen bis (im Wesentlichen) zum Ende des 5. Jahrhunderts v. Chr. Nach den Herausgebern wird das Werk überwiegend als Diels/Kranz oder Diels-Kranz zitiert, abgekürzt DK (seltener Vorsokratiker bzw. VS).

## Inhalt
Hermann Diels hatte sich bereits in seiner Dissertation mit dem Thema der antiken Doxographien befasst und später die Reihe der antiken Aristoteles-Kommentare herausgegeben. Damit war die Grundlage gelegt, die Lehren der Philosophen vor (und teilweise auch noch nach) Sokrates in übersichtlicher Form zu veröffentlichen. Vorangegangen war bereits 1901 eine Sammlung der Fragmente von Autoren, die  ihre Lehre in gebundener Sprache vorgetragen haben. Natürlich hatte es schon früher Fragmentausgaben gegeben, aber in einer Form, die eine wirkliche Unterscheidung zwischen der Lehre der ursprünglichen Philosophen und den Zutaten der Überlieferer kaum zuließ; darüber hinaus war dieser ganze Komplex noch einmal von den Kommentaren der Herausgeber überlagert. Generell erschwert worden war das Verständnis durch den, an sich berechtigten, Versuch, die Fragmente in einen systematischen Zusammenhang zu bringen.
Zwar hielt Diels am Gliederungsprinzip seiner Vorläufer fest, zunächst die biographischen und doxographischen Zeugnisse zu einem Philosophen wiederzugeben, um auf sie dann die eigentlichen Fragmente folgen zu lassen. Aber den Versuch, diese systematisch zu ordnen, gab er auf, indem er die Texte schlicht in der alphabetischen Reihenfolge der Quellen abdruckte. Eine weitere, höchst bemerkenswerte Neuerung bestand darin, dass er den Fragmenten nicht nur eine Übersetzung beigab, sondern dass diese sogar deutsch war (das gilt aber nur für die originalen Fragmente); erklärlich ist dies zum Teil dadurch, dass die Sammlung (wie das Vorwort zur ersten Ausgabe notiert) primär als Grundlage für philosophische Vorlesungen gedacht war. Aber nicht nur in dieser Aufgabe, sondern als wichtiges Werkzeug der Forschung hat sie die Vorgänger „praktisch mit einem Schlag in die staubigen Regale der Philosophiegeschichte verwies[en]“.
Enthalten sind Quellentexte von und über mehr als 400 Autoren, nicht nur Philosophen im strengen Sinn, sondern, dem griechischen Verständnis der Zeit entsprechend, auch Vertretern der exakten Wissenschaften, namentlich der Mathematik, auch über das Lebensende des Sokrates hinaus. Obwohl der Titel also nicht wörtlich genau zu nehmen ist, hat er den Begriff der „Vorsokratiker“ eigentlich erst geprägt, zumindest durchgesetzt. Das Werk von Hermann Diels zählt seitdem zu den bedeutendsten Werken der Klassischen Philologie des 20. Jahrhunderts.

## Aufbau
In einem Teil A sind die frühen Dichtungen und die Sieben Weisen zusammengestellt, in einem Teil B die Philosophen im engeren Sinn.
Die  Autoren sind durchnummeriert, ebenso die einzelnen zusammenhängenden Textpassagen. Die Behandlung der einzelnen Autoren ist in drei Abschnitte eingeteilt:
- A: antike Berichte über Leben und Lehre
- B: wörtliche Zitate – die eigentlichen Fragmente (diese finden sich auch in deutschen Übersetzungen)
- C: unechte bzw. falsch zugeschriebene Fragmente[3]

Demgemäß werden in der üblichen Zitierweise der jeweilige Autor, der Abschnitt und die Fragmentnummer angegeben. Beispielsweise verweist bei der Angabe „DK 13 B 2“
- „13“ auf Anaximenes
- „B“ auf den  Charakter als wörtliches Zitat
- „2“ auf die Nummer des Fragments

## Ausgaben
Die Ausgabe erschien zum ersten Mal im Jahre 1903, damals in einem Band, und wurde erstaunlich oft wieder aufgelegt.
Als man die Wichtigkeit der Sammlung nicht nur für den akademischen Unterricht, sondern für die Wissenschaft erkannte, plante man seit
1906 einen Index. Den Bearbeiter des Wort- und Sachregisters, das dann 1910 erschien, fand man in dem jungen Wissenschaftler Walther Kranz, der bei Wilamowitz promovierte. Ab der 3. Auflage ist auch ein kritischer Apparat dazugekommen, in dem textkritische und exegetische Einzelheiten gemischt sind. Kranz arbeitete auch an den folgenden Auflagen mit, und nach Diels Tod 1922 lag es auf der Hand, dass er die Fortsetzung betreuen würde. Die neue, 5., Auflage erschien 1934–1937 in Lieferungen, mehr als eine Neuausgabe, vielmehr eine tiefgreifende Umarbeitung, erkennbar schon äußerlich am veränderten Aufbau, der eine neue Nummerierung der Autoren erforderlich machte. Die Zitierweise als Diels/Kranz ist damit voll gerechtfertigt. Abgesehen von Nachträgen, die Kranz 1952 veröffentlichte, ist das Werk dann nicht mehr bearbeitet worden. Nach der 6. Auflage hat der Verlag auf die Zählung der verschiedenen Drucke verzichtet, es aber immer lieferbar gehalten.
Die Fragmente der Vorsokratiker. Griechisch und Deutsch von Hermann Diels. Herausgegeben von Walther Kranz.

Hildesheim : Weidmann

ISBN 3-615-12200-3
Bd. 1. Mit Nachtrag von Walther Kranz. Unveränderte Neuauflage 2004. (= 6. Aufl. 1951). XII, 504 S. ISBN 3-615-12201-1

Bd. 2. Mit Nachtrag von Walther Kranz. Unveränderte Neuauflage 2005. (= 6. Aufl. 1952). 428 S. ISBN 3-615-12202-X

Bd. 3. Wortindex von Walther Kranz, Namen- und Stellenregister von Hermann Diels, ergänzt von Walther Kranz. Unveränderte Neuauflage 2005. (= 6. Aufl. 1952). 660 S. ISBN 3-615-12203-8
Es gibt eine ganze Reihe von anderen Ausgaben (in der "Sammlung Tusculum" ist 2007 ff. eine neue dreibändige Ausgabe erschienen). Sie beruhen alle auf der Arbeit von Hermann Diels und den „Fragmenten der Vorsokratiker“. Die Editionen sind übersichtlich bei den Quellensammlungen zu den Vorsokratikern zusammengestellt.